# 가톨릭대학교
가톨릭대학교(-大學校, 영어: The Catholic University of Korea)는 1855년에 개교한 대한민국의 천주교 계통 사립 대학으로, 한국 최초의 로마 가톨릭교회 신학교자 고등교육기관이다. 건학이념은 '인간존중의 대학'으로 1995년에 성심여자대학교와 통합, 3개의 교정으로 이루어져 있다. 현재 서울시 서초구에 있는 가톨릭대학병원 서울성모병원을 포함 현재 대한민국 대학교에서 가장 많은 8개의 종합병원을 소유하고 있다.
경기도 부천시 원미구 역곡동에 성심교정이, 서울특별시 서초구 반포동에 성의교정이, 서울특별시 종로구 혜화동에 성신교정으로 총 3개의 교정으로 운영되고 있다.

## 연혁

### 가톨릭대학교
- 1855년 조세프 메스트르(Joseph Ambroise Maistre, 1808-1857) 신부가 충청북도 제천시 배론에 '성요셉신학교'를 세운 것이 시초다. 초대 교장으로 C. Pourthie 신부가 취임한다. 한국교회사 최초의 로마 가톨릭교회 신학교이다.
- 1866년 조선왕조의 기독교 탄압 사건 중 하나인 '병인박해'로 신학교육이 중단되었다.
- 1885년 강원도 원주시 부엉골에 예수성심신학교를 재건하여 2대 교장 L. Liouville 신부가 취임한다.
- 1887년 3월, 현재 성심여자고등학교가 위치하고 있는 서울특별시 용산구 원효로4가로 이전하였다.
- 1929년 예수성심신학교를 대신학교와 소신학교로 분리하여 소신학교를 남대문상업학교(현재의 동성고등학교)에 둔다.
- 1932년 소신학교의 이름이 동성신학원으로 개칭된다.
- 1936년 5월, 현재 서울특별시 중구 저동1가 39번지에 성모병원을 개원한다. 초대 원장으로 박병래 박사가 취임한다.
- 1942년 일제의 기독교탄압으로 인해 용산의 예수성심신학교가 폐교되어 베네딕토회가 운영하던 함경남도 덕원의 덕원신학교로 통합이 되었다.
- 1945년 파리 외방 전교회가 가지고 있던 혜화동의 옛 베네딕토회 백동수도원 부지와 용산의 예수성심신학교 부지를 교환하기로 합의 하였다. (현재 가톨릭대학교 성신교정이 위치한 곳이다.)
- 1945년 5월 일제의 핍박으로 인해 대구 성 유스티노 신학교(지금의 대구가톨릭대학교)가 폐교되어 예수성심신학교로 통폐합이 되었으며 교명을 경성천주공교신학교로 교명을 바꾸었다.
- 1947년 4월 30일 성신대학으로 교명이 개정되고 대학으로 승격되었다. 초대 학장에 장금구 신부가 취임하였으며, 천주공교신학교의 예과와 소신학교를 분리하여 성신중학교를 개설한다. 초대 교장으로 한공렬 신부가 취임한다.
- 1951년 1월 한국전쟁이 발발하자 지금의 제주도 제주시 서흥동으로 학교가 피난한다.
- 1951년 2월 학교가 제주 신성여자중학원(현재의 신성여자고등학교)로 이전한다.
- 1951년 4월 학교가 부산 영도로 이전했으며, 성신중학교는 밀양으로 이전한다.
- 1953년 9월 학교가 서울 혜화동 교사로 복귀한다.
- 1954년 5월, 성신대학 의학부가 증설 인가 되었다. 정원은 300명이었고 입학 정원은 50명이었다. 의예과 2년, 의학과 4년으로 구성이 되었다. 명동성당 소속 2층 기와건물을 할양받아 사무실과 강의실로 쓰였다. 약현성당(지금의 중림동 성당에 성요셉간호기술학교가 개교하였다.
- 1955년 의학부 부속 병원으로 중구 저동1가 1번지 소재 성모병원(대지 1,008평, 건물 3동 603평, 병상수 120개)을 제1부속 성모병원으로, 서대문구 중림동 149번지 소재 성요셉자선병원(대지 2,300평, 건물 3동 740평, 병상수 98개)을 제 2 부속 자선 병원으로 재단에서 이양받음.
- 1957년 의학부 제1 부속성모병원이 현재 서울특별시 중구 명동2가 1번지 소재(현재, 가톨릭회관)에 신축기공하였다.
- 1959년 2월, 성신대학이 가톨릭대학으로 명칭을 바꾸었다.
- 1960년 대학원 석사과정이 인가 되었다. 신학부 10명, 의학부 10명.
- 1961년 의학부에 대학원 박사과정이 인가 되었다. 정원 10명. 성 바오로 병원(서울특별시 동대문구 전농2동소재)이 제 2 부속 병원으로 개원 하였다.
- 1962년 성요셉간호기술학교가 가톨릭대학 의학부 부속 간호학교로 승격하였다. 가톨릭대학 의학부와 부속 병원들을 총괄하여 가톨릭중앙의료원(CMC)기구로 개편하였다. 성모자애병원(인천광역시 부평구 부평6동)이 제3부속 병원으로 편입되었다. 성가병원(경기도 부천시 원미구 소사동)이 제4부속 병원으로 개원하였다.
- 1963년 신학부에도 대학원 박사과정이 인가 되었다. 가톨릭대학 의학부 부속 간호학교가 가톨릭대학교 의학부 간호학과로 승격하였다.
- 1964년 혜화동 신학부 교사에 최초의 신학 연구소인 대학부설 한국 교회사 연구소(초대 소장: 최석우 신부)가 설립되었다. 최석우 신부가 절두산 순교성지로 자리를 옮김에 따라 연구소도 같이 이전한다.
- 1967년 성 빈센트 병원(경기도 수원시 팔달구 지동 소재)이 제5부속 병원으로 개원하였다.
- 1968년 의학부 명동교사가 경운동으로 이전한다.
- 1969년 신학부에 교직과정이 설치되었다. (전공: 윤리, 부전공: 영어)
- 1971년 가톨릭산업재해병원(서울특별시 중구 저동2가 2-1번지 소재, 지금의 평화방송건물)이 제5부속병원으로 개원하였다.
- 1972년 신학부에 수업을 개방하여 일반 평신도들의 입학을 허용하였고, 전 과목을 청강할 수 있게 되었으며, 남녀공학이 되었다. 신학부 학생지인 성신학보가 창간되었다.
- 1975년 대전성모병원(대전광역시 중구 대흥동 소재)이 제6부속병원으로 편입되었다.
- 1976년 의정부성모병원 (경기도 의정부시 금오동 소재)이 제 7 부속 병원으로 편입되었다. 성신학보가 가톨릭대학보로 명칭을 바꾸고 창간호를 발행하였다.
- 1980년 강남성모병원(서울특별시 서초구 반포동 소재)가 제 8 부속 병원으로 개원하였다.
- 1982년 신학부의 교직과정이 폐지되었다. 신학부 학칙 개정. 입학 자격에서 <교회법> 제1362조에 따라 "성직 희망자는 남자로서 원칙적으로 영세한 후 만 3년 이상이 경과한 자라야 한다"(제11조)는 규정 삽입. 의학부가 경운동교사에서 반포동으로 이전하였다. 그래서 강남성모병원이 가톨릭중앙의료원의 중앙병원이 되었다.
- 1984년 교황 요한바오로 2세가 한국천주교회 창설 200년 행사에 참석하기 위해 내한하여 가톨릭대학을 방문하였다.
- 1985년 예수성심신학교 100주년 기념 학술대회가 개최되었다.
- 1986년 대학 재단이었던 재단법인 경성구 천주교회 유지재단이 재단법인 서울대교구 천주교회 유지재단으로 개칭되었다. 명동소재 성모병원이 여의도로 신축 이전 개원 하였다. (서울특별시 영등포구 여의도동 소재)
- 1987년 가톨릭대학 출판부가 독립하였다.
- 1989년 김인순 루갈다 여사가 기증한 2,026점의 민속유물과 가톨릭 유물들을 정리하여 혜화동 신학부 교사안에 박물관이 설치되었다.
- 1992년 가톨릭대학이 가톨릭대학교로 교명이 개칭되었으며 초대 총장으로 최창무 신부가 취임하였다. 신학부가 신학대학으로 의학부가 의과대학으로 편제를 변경하였다.
- 1994년 9월 가톨릭대학교의 재단인 재단법인 서울대교구 천주교회 유지재단에서 교육기관이 분리되어 학교법인 가톨릭학원이 설립되었으며 초대 이사장으로 김수환 추기경이 취임하였다.
- 1994년 11월 가톨릭대학교와 성심여자대학교가 통합한 '가톨릭대학교'가 교육부에 인가되었다.

### 성심여자대학교
- 1964년 성심수녀회 수녀들에 의해 강원도 춘천시 옥천동에 성심여자대학이 설립되었다. 바바라 니콜스 수녀가 초대 학장에 취임했다.
- 1975년 성심여자대학 부천분교가 설립되었다. (경기도 부천시 원미구 역곡2동 소재)
- 1982년 성심여자대학 춘천본교가 한림대학교에게 매각되고 부천분교로 통합되었다.
- 1992년 성심여자대학이 성심여자대학교로 교명이 개칭되었으며 초대 총장으로 박정미 수녀가 취임하였다.
- 1994년 11월 가톨릭대학교와 성심여자대학교가 통합한 '가톨릭대학교'가 교육부에 인가되었다.

### 가톨릭대학교
- 가톨릭대학교는 경기도 부천시 원미구 역곡동에 소재하고 있다.
- 1995년 3월 가톨릭대학교와 성심여자대학교가 통합하여 통합 '가톨릭대학교'가 출범하였다. 초대 총장에 천주교 서울대교구 보좌주교인 강우일 주교가 취임하였다. 신학대학이 위치한 혜화동 교정을 '성신교정'으로 의과대학이 위치한 반포동 교정을 '성의교정'으로 그 외의 종합대학이 위치한 부천교정을 '성심교정'으로 개칭하여 멀티 캠퍼스 체제를 수립하였다. 의과대학 간호학과가 간호대학으로 승격되었다. 7개 단과대학, 25개 학과 체제.
- 1995년 10월 신학대학 부속 학과였던 '철학과'가 '인문과학대학' 소속으로 이전하였다.
- 1996년 학과 통폐합으로 학부제가 실시되었다.
- 1997년 7개 단과대학, 13개학부, 6개학과로 개편
- 1998년 6월 이사장 김수환 추기경의 은퇴로 인해, 제2대 이사장으로 서울대교구 교구장인 정진석 대주교가 취임하였다.
- 1998년 11월 4개 단과대학이 폐지되고 3개 단과대학, 13개 학부, 5개 학과로 개편
- 1999년 3개 단과대학 12개 학부 5개 학과로 개편
- 2002년 3개 단과대학, 13개 학부, 8개 학과로 개편. 제3대 이사장으로 서울대교구 보좌주교인 이한택주교가 취임하였다.
- 2004년 3개 단과대학 15개 학부, 8개 학과로 개편. 이사장 이한택 주교가 신설된 천주교 의정부교구 교구장으로 전임됨에 따라 서울대교구 교구장인 정진석 대주교가 4대 이사장으로 취임
- 2009년 제4대 총장 임병헌 신부가 이임하고 제5대 총장 박영식 신부가 취임하였다.
- 2017년 제5, 6대 총장 박영식 신부가 이임하고 제7, 8대 총장 원종철 신부가 취임하였다.
- 2018년 3월 1일, 창업대학 설립.
- 2019년 성심교정 종교학과의 신입생 모집이 중단되어 사실상 폐과가 결정되었다.
- 2019년 2월, 교회법대학원 설립 승인.
- 2022년 성신교정의 기존 신학대학이 신학대학과 대신학교(사제 양성)로 체계상으로도 이원화되었다.
- 2025년 제7, 8대 총장 원종철 신부가 이임하고 제9대 총장 '''최준규''' 신부가 취임하였다.

## 역대 총장

### 가톨릭대학
- 1대 장금구 신부 : 1947 ∼ 1948
- 2대 윤을수 신부 : 1948 ∼ 1950
- 3대 정규만 신부 : 1950 ∼ 1954
- 4대 한공렬 신부 : 1954 ∼ 1961
- 5대 황민성 신부 : 1961 ∼ 1964
- 6대 이문근 신부 : 1964 ∼ 1967
- 7대 정규만 신부 : 1967 ∼ 1969
- 8대 김창렬 신부 : 1969 ∼ 1973
- 9대 백민관 신부 : 1973 ∼ 1976
- 10대 유봉준 신부 : 1976 ∼ 1979
- 11대 최창무 신부 : 1979 ∼ 1980
- 12,13대 최윤환 신부 : 1980 ∼ 1985
- 14대 백민관 신부 : 1985 ∼ 1988
- 15대 정의채 몬시뇰 : 1988 ∼ 1991
- 16,17대 최창무 주교 : 1991 ∼ 1995

### 성심여자대학교
- 1대 바바라 니콜스 수녀 : 1964 ∼ 1968
- 2대 주매분 수녀 : 1968 ∼ 1971
- 3대 노에 노드버그 수녀 : 1972 ∼ 1975
- 4,5대 김재순 수녀 : 1975 ∼ 1983
- 6,7대 고도임 수녀 : 1983 ∼ 1988
- 8,9대 박정미 수녀 : 1989 ∼ 1992
- 10대 김재순 수녀 : 1993 ∼ 1995

### 가톨릭대학교
- 1대 강우일 주교 : 1995 ~ 1998
- 2대 최승룡 신부 : 1998 ~ 2001
- 3대 오창선 신부 : 2001 ~ 2005
- 4대 임병헌 신부 : 2005 ~ 2009
- 5대 박영식 신부 : 2009 ~ 2013
- 6대 박영식 신부 : 2013 ~ 2017
- 7대 원종철 신부 : 2017 ~ 2020
- 8대 원종철 신부 : 2020 ~ 2025
- 9대 최준규 신부 : 2025 ~

## 이념
- 건학이념: "인간존중의 대학"
- 교육이념: "가톨릭정신에 바탕을 둔 "진리ㆍ사랑ㆍ봉사"
- 대학슬로건: (모집중, 2025.1~2)

## 같이 보기
- 대한민국의 교육